# Tryphon grossus
Tryphon grossus är en stekelart som beskrevs av Carl Gustav Alexander Brischke 1892. Tryphon grossus ingår i släktet Tryphon och familjen brokparasitsteklar. Inga underarter finns listade i Catalogue of Life.